# Gilles Lalay
Gilles Lalay (Peyrat-le-Château, 21 marzo 1962 – Pointe-Noire, 7 gennaio 1992) è stato un pilota motociclistico francese, specializzato nei rally raid.

## Carriera
Gilles Lalay disputò parallelamente alle gare di enduro in Francia anche svariati Rally in Africa, tra cui il più celebre Rally Dakar, che vinse nel 1989. Inoltre vinse il Rally dell'Atlas nel 1986, 1987 e 1989.
Fu uno dei primi piloti, in un periodo in cui le case europee dominavano, a scegliere di correre con una casa giapponese, cioè la Honda. Durante la sua carriera si aggiudicò per 10 volte il titolo nazionale francese enduro e si classificò per due volte al secondo posto nel Campionato Europeo, il predecessore dell'attuale Campionato mondiale di enduro.
Perse la vita durante l'edizione 1992 della Dakar, entrando in collisione con una vettura dell'organizzazione nel tratto tra Franceville e Pointe-Noire in territorio congolese.
In sua memoria è stata organizzata una gara di enduro, divenuta poi celebre in tutto il mondo, denominata Gilles Lalay Classic, e che si svolge ogni anno in Francia.

## Risultati al Rally Dakar
| Anno | Mezzo  | Pos. |
| ---- | ------ | ---- |
| 1986 | Honda  | 2º   |
| 1988 | Honda  | 3º   |
| 1989 | Honda  | 1º   |
| 1991 | Yamaha | 2º   |